# Saint-Lucien (Eure-et-Loir)
Saint-Lucien ist eine französische Gemeinde mit 278 Einwohnern (Stand: 1. Januar 2022) im Département Eure-et-Loir in der Region Centre-Val de Loire; sie gehört zum Arrondissement Dreux und zum Kanton Épernon.

## Geographie
Saint-Lucien liegt etwa 14 Kilometer westlich von Rambouillet und etwa 21 Kilometer südöstlich von Dreux am Flüsschen Maltorne. Umgeben wird Saint-Lucien von den Nachbargemeinden Mittainville im Norden, Hermeray im Nordosten und Osten, Raizieux im Osten und Südosten, Hanches im Südosten und Süden, Saint-Martin-de-Nigelles im Süden, Villiers-le-Morhier im Südwesten und Westen sowie Senantes im Nordwesten.

## Bevölkerungsentwicklung
| Jahr                       | 1962 | 1968 | 1975 | 1982 | 1990 | 1999 | 2006 | 2020 |
| Einwohner                  | 175  | 129  | 153  | 167  | 201  | 244  | 229  | 259  |
| Quellen: Cassini und INSEE |      |      |      |      |      |      |      |      |

## Sehenswürdigkeiten
- Kirche aus dem 12. Jahrhundert, Umbauten aus dem 17. Jahrhundert

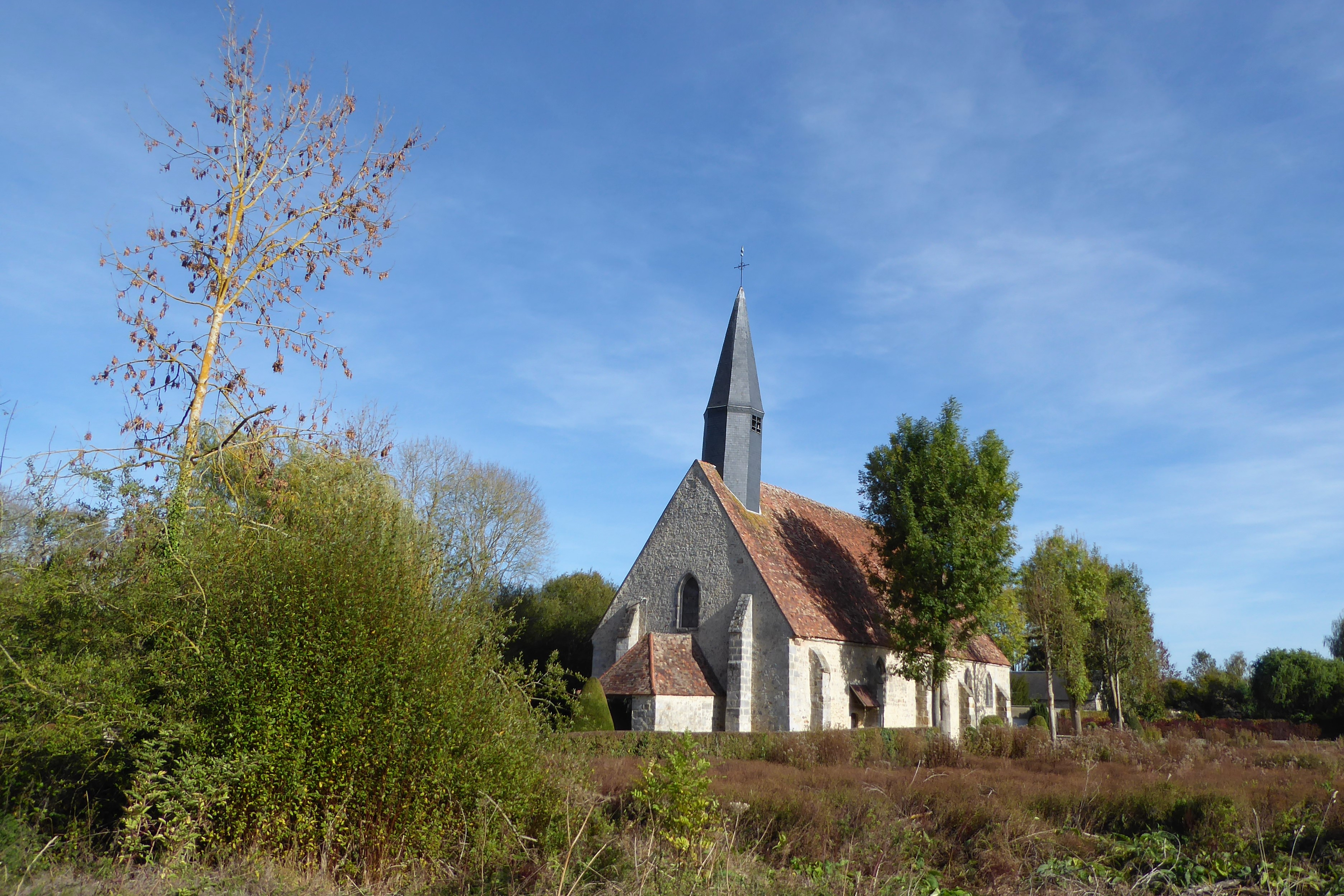
Kirche Saint-Lucien